# Нурма (станция)
Ну́рма — железнодорожная станция Октябрьской железной дороги на линии Тосно — Шапки. Располагается у деревни Горки, в северной части посёлка Нурма, Тосненского района Ленинградской области.

## История
В 1884 году купец Фемистокл Петрококино приобрёл имение Балашово недалеко от Нурмы. Обнаружив неподалёку запасы песка и бутового камня, он заключил контракт с Николаевской железной дорогой на их поставку. Поначалу вывоз материалов осуществлялся по проложенной от Тосно дороге, но объёмы вывоза росли, и Петрококино задумал построить железнодорожную линию от станции Тосно. За проектом дороги он обратился к зятю владельца соседнего имения Александру Ольденборгеру, который получил образование в Институте гражданских инженеров. В строительстве дороги также помогал начальник участка Николаевской железной дороги Николай Эрк. Ветка была построена в 1907—1912 годах.
Первоначально по линии велось только грузовое движение, но достаточно скоро был запущен и пассажирский поезд от Тосно. После 1917 года станция, как и вся линия, не использовалась и была заброшена.
В 1926 году линия была восстановлена и введена в состав железных дорог общего пользования НПС СССР. На 1940 и 1943 годы Нурма значилась как станция.
Электрификация ветки от станции Тосно до Шапок была проведена по разным сведениям в 1960—1961 или в 1972 году.
На 1981 год станция не действовала, работал только остановочный пункт, на котором выполнялась продажа билетов на пригородные поезда без багажных операций. С 1984 года Нурма уже обозначена станцией, также у станции обозначен подъездной путь.
На 2006 год по станции было как грузовое, так и пассажирское движение.

## Описание
Станция Нурма находится в одноимённой деревне Тосненского района Ленинградской области на линии Тосно — Шапки Октябрьской железной дороги.
Станция имеет 2 пути и 1 высокая платформа. Имеется подъездной путь на находящийся неподалёку Тосненский комбикормовый завод. На станции останавливаются все проходящие через неё электропоезда.